# 阿佐東線

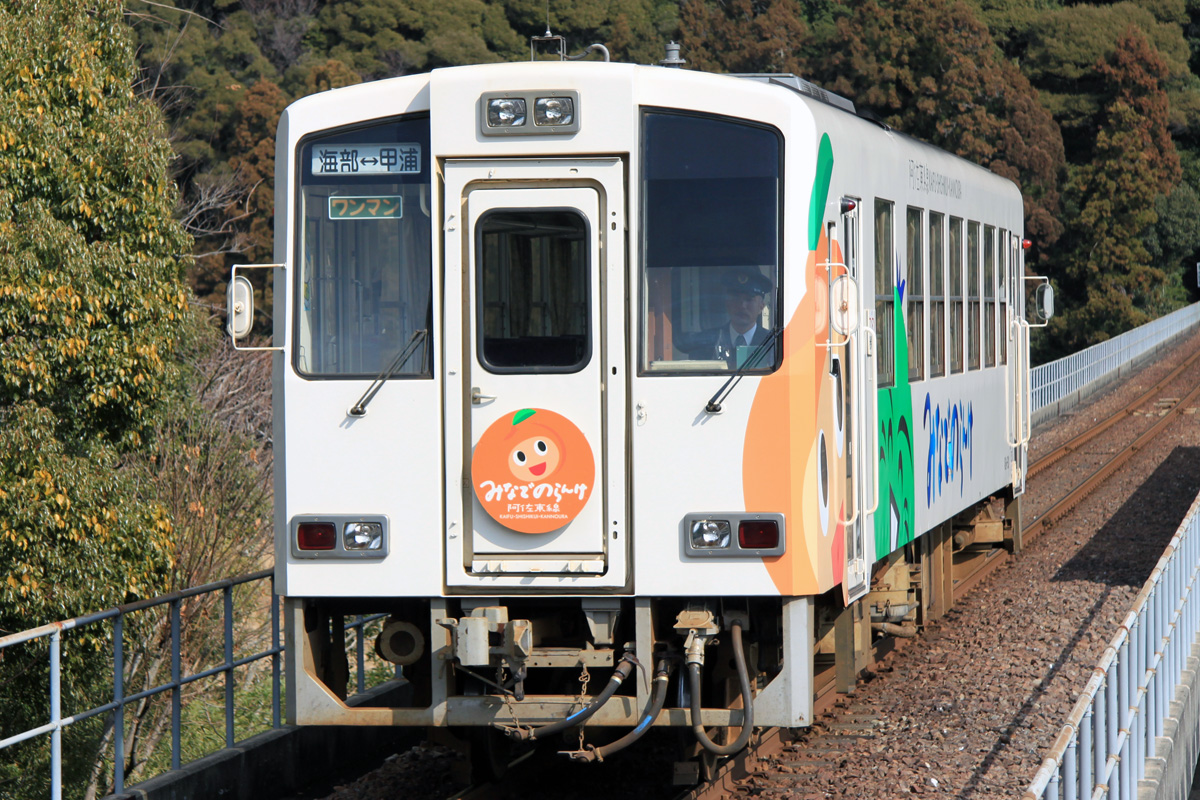
DMV時期前用於阿佐東線的阿佐海岸鐵道ASA-300型柴油動車組（現時停泊於車庫內的後備側線上）。

阿佐東線（日语：／ Asatō sen */?），是指由日本德島縣海部郡海陽町的阿波海南信號場，至高知縣安藝郡東洋町的甲浦信號場為止的一段鐵路路線。由阿佐海岸鐵道負責營運。過往使用柴油列車行走，2021年12月25日起改以雙模式車輛（DMV）行駛，為世界上首條商業營運中的DMV路線。
過往和JR四國牟岐線聯營時，曾有暱稱稱為「阿波室戶海岸線」（阿波室戸シーサイドライン），DMV化後，有關暱稱已不再使用。

## 路線資料
- 管轄（事業類別）：阿佐海岸鐵道（第一種鐵道事業者）
- 路線距離（營業距離）：10.0公里
- 軌距：1,067毫米（窄軌）
- 站數：4個（包括起終點站）
- 複線路段：沒有（全線單線）
- 電氣化路段：沒有（全線非電氣化（日语：非電化））
- 閉塞方式：特殊自動閉塞式（軌道回路檢知式）
  - CTC（宍喰站設有CTC控制室）[1]
- 最高速度：85公里/小時

## 運行模式

### 列車時期
本線現時只提供普通列車服務，約1-2小時1班，大部份為海部－甲浦間運行，另外，每天亦設有數班列車只行駛宍喰－海部或宍喰－甲浦的區間車。
阿佐東線開始營運時，JR四國曾把部份特急列車如「渦潮」、「劍山」、「室戶」等伸延至甲浦。但於2008年3月15日時刻表改點時取消，主因是客量不多。經過地方團體請願後，於2009年12月1日重開。不過到了2011年3月12日的時刻表改點後再次取消，只保留早上直通至牟岐的班次。2019年3月16日宣佈將於2020年全線改用DMV車輛。

### DMV時期
由2021年12月25日起，本線所有班次由DMV運營。除原有軌道路段外，亦編入了普通車用路面段。全路線為：
- 海南宍喰線：阿波海南文化村 - 阿波海南信號場 - 甲浦信號場 - 道之驛宍喰温泉之間，有13個往返定期班次和2個往返臨時班次。星期六、日及公眾假期有11個往返定期班次和3個往返臨時班次。平日上行首班車可於阿波海南站轉乘往德島的室戶號列車。

- 海南室戶線：逢星期六、及假日的其中一來回班次：阿波海南文化村 - 阿波海南信號場 - 甲浦信號場 - 海之驛室戶（Toromu）[4][5]，本路線不駛入道之驛宍喰温泉站。

## 歷史
阿佐東線本來是JR牟岐線的伸延段，並已動工，當時稱為「阿佐線」。但受1980年的《國鐵再建法》所影響，工程遭凍結，後來由德島縣縣政府、海陽町町政府、高知縣縣政府等地方自治體集資組成以第三部門方式營運的公司並承投工程，成為當時唯一推展前國鐵時代未完成路段的公司。該線的開業令德島县自1944年箸藏登山鐵道废除后，时隔36年再次出现私营鐵道。
- 1992年3月26日：海部至甲浦間開業。特急「渦潮」開始伸延至甲浦。普通列車則除朝、夜來回4個班次外，全部均直通至甲浦。
- 1994年：增設宍喰－甲浦間的區間列車。
- 1998年3月14日：特急「劍山」亦伸延至甲浦。
- 1999年3月13日：特急「渦潮」改以德島為終站，改由新開設的特急「室戶」代替。
- 2001年3月3日：特急「室戶」不再直通，同時除早上2來回的普通列車外，其他時段亦不再駛入。
- 2006年3月18日：取消周末及假日的直通。
- 2008年3月15日：取消所有直通JR的班次，並提早尾班車開出時間。
- 2009年12月1日：個別特急「劍山」重新直通至甲浦，但自牟岐起變為各站均停列車。
- 2011年3月12日：特急「劍山」再次取消直通至甲浦。
- 2017年2月3日：宣佈將不遲於2020年，引入3架DMV「雙模式車輛」，行駛甲浦至高知縣的室戶市[6]，並替代現時兩部柴聯車。此段原屬阿佐線一部份，但一直以來因財政原因而未有興建。至於室戶來往土佐黑潮鐵道奈半利站的路段，則仍由現時已提供服務的高知東部交通（日语：高知東部交通）負責。將來雙模式車輛投入服務後，服務路段亦會由現時海部站延長至阿波海南站[7]。
- 2019年：

- 1月10日：連接甲浦站架空鐵路路軌及地面道路的斜坡道工程正式展開，同日起停車站及巴士站亦遷移。
- 3月9日：首輛DMV雙模式車輛於宍喰站正式亮相。
- 3月16日：時刻表修改，取消所有直通JR牟岐線的班次，統一運行於自家線路段。

- 2020年：

- 7月18日：隨開展DMV關連工程，JR牟岐線牟岐站～海部站列車服務暫停，改以替代巴士方式繼續提供服務。
- 8月11日：JR四國向國土交通省四國運輸局提出將阿波海南站～海部站的一段牟岐線讓渡予阿佐東線。
- 9月3日：國土交通省四國運輸局同意有關安排，並建議把讓渡日期由原本2021年8月31日大幅提前至2020年10月31日。
- 9月29日：JR四國正式向國土交通省提出阿波海南站～海部站廢線提請。
- 11月1日：牟岐線阿波海南站～海部站正常改編入阿佐東線。同日起此區間不受取車費，直至DMV正式運作為止，而JR四國也確認來往海部的代行巴士會暫時維持至11月30日。
- 11月30日：阿佐東線氣動車廂（ASA-101、ASA-301）最後一天行駛。
- 12月1日：JR四國牟岐線代行巴士由海部縮短至阿波海南；阿佐海岸鐵道代行巴士由海部延長至阿波海南，並承繼阿波海南站～海部站暫不收取車費的政策。。
- 12月15日：DMV正式於路軌上進行試運轉。
- 12月25日：宣佈因2019冠狀病毒病疫情導致工程延遲，DMV將延遲至2021年夏季才正式投入服務。

- 2021年：

- 1月20日：DMV開始「性能測試」公開行駛，但只限傳媒、海陽町及東洋町居民乘坐。
- 12月25日：經過多番延期，DMV正式投入服務，並採用路面/軌道混合模式行走 。

## 車站列表
軌道段全為單軌路段，不能進行列車交會。在JR營運時期，海部站曾經可以進行列車交會，DMV化工程時把向阿波海南方的轉轍器拆去。
| 中文站名       | 日文站名 | 英文站名 | 站間距離 | 營業距離 | 接續路線                                  | 所在地             |
| -------------- | -------- | -------- | -------- | -------- | ----------------------------------------- | ------------------ |
| 阿波海南信號場 |          |          | -        | 0.0      | 四國旅客鐵道：牟岐線（M27）（阿波海南站） | 德島縣海部郡海陽町 |
| 海部           |          |          | 1.5      | 1.5      |                                           | 德島縣海部郡海陽町 |
| 宍喰           |          |          | 6.1      | 7.6      |                                           | 德島縣海部郡海陽町 |
| 甲浦信號場     |          |          | 2.4      | 10.0     |                                           | 高知縣安藝郡東洋町 |